# هنري ألين نيكولسون
هنري ألين نيكولسون (بالإنجليزية : Henry Alleyne Nicholson) ولد في 11 سبتمبر 1844 هو عالم حفريات وعلم الحيوان بريطاني. 

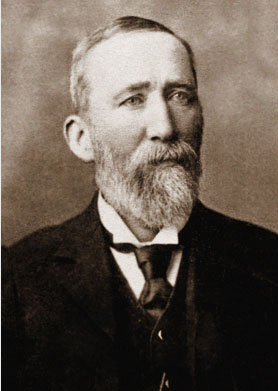
هنري ألين نيكولسون

توفي 19 يناير 1899.